# Суперлига Данске у рагбију
Суперлига Данске у рагбију (енгл. DRU Superliga) је први ранг рагби 15 такмичења у Краљевини Данској.

## О такмичењу
Овим такмичењем руководи Рагби савез Данске. У лигашком делу учествује 11 клубова. 4 бода се добијају за победу, 2 бода за нерешено, а важи и правило бонус бода.
Учесници
Запад
- Хамлет
- Егзајлс Лингби
- Фредериксберг
- Спид
- Нанок
- Хундестед

Исток
- Алборг
- Холстебро
- Архус
- Еритсо
- Одер